# Asia (római provincia)
Asia, más néven Phrügia a Római Birodalom egyik provinciája volt Kis-Ázsiában. Nyugatról az Égei-tenger (Mare Aegeum), északról Bithünia provincia, keletről Galatia, délről Lükia és a Földközi-tenger (Mare Nostrum) határolta.  Területe legnagyobbrészt a mai Törökország területén feküdt és magába foglalt néhány szigetet,  például Rodoszt és Leszboszt is, amelyek ma Görögországhoz tartoznak. Szenátori provinciaként a proconsul kormányozta. A főként görög lakosságú Asia a birodalom egyik leggazdagabb, legfejlettebb tartományának számított, fővárosa Efezus volt.

## Földrajz
A provincia nevét a hagyomány szerint a görög mitológia egyik alakjáról, Asziáról kapta. A rómaiak később Asia Maior-ként hivatkoztak az egész kontinensre, innen származik az Ázsia elnevezés.
A tartomány lakosságának legnagyobb része a nyugati partvidék fejlett, görög lakosságú hellenizált városaiban összpontosult. A népsűrűség a belső, szárazföldi területeken elsősorban a Maiandros és a Hermosz-folyó völgyében volt magas, ahol a vízi utak biztosították a termények szállítását és ahol a tartomány legfontosabb mezőgazdasági területei feküdtek, nagyszámú kulturálisan és etnikailag kevert népességnek adva otthont. A ritkán lakott hegyvidéki területeken csak kisszámú, felszínesen hellenizált hegyi törzs élt, a városoktól távolabb fekvő területeken gyakori probléma volt a banditizmus. Asia éghajlata mérsékelt, a száraz és forró nyár jellemzi. 
| A provincia részletes térképe A Római Birodalom digitális atlaszában tekinthető meg |
| ----------------------------------------------------------------------------------- |

### Gazdaság
A partvidéken az éghajlati viszonyok kedveztek a gabona, szőlő és olajbogyó termesztésnek, így a birodalom többi romanizált vagy hellenizált vidékéhez hasonlóan a mediterrán polikultúra típusu mezőgazdaság nagyméretű városokat is elláthatott élelmiszerrel. A nagyvárosok, mint Szmirna, a provinciaszékhely Efezus, és a könyvtáráról híres Pergamon lakossága elsősorban kereskedelemmel és fejlett kézműipar termékeinek gyártásával foglalkozott. Az Anatóliai-fennsík nyugati nyúlványain a jellemző megélhetési forrás az állattenyésztés volt, a kecske és szarvasmarha tartás mellett fontos ágazat volt a juhtenyésztés, innen származott a birodalom szerte keresett árucikk, a phrügiai gyapjú is. A tartomány nagy mennyiségű faanyagot exportált és már a köztársaság idejében megkezdődött a terület vas, réz, ezüst, cink és ólomtelepeinek kiaknázása, valamint Kyzikos mellett a márványbányászat. Asia külkereskedelmi mérlege pozitív volt, mezőgazdasági termékei, a szőlő, olajbogyó és sajt elsősorban a szárazföldi Görögországban, Achaeában találtak gazdára. Az efezusi osztriga, a milétoszi festett kelmék, az ékszerek és a Szmirna kikötőjéből induló gyapjúszállítmányok a Római Birodalom minden pontjára eljutottak.

### Kulturális és tudományos élet
Asia provincia a mediterrán kulturális élet egyik központja volt, jelentőségét jól mutatja, hogy az ókori világ hét csodája közül három is a kis-ázsiai partvidéken található. Még a római tartomány létrejötte előtt elpusztult a Rodoszi kolosszus, így annak már csak romjai voltak láthatók ebben az időszakban, azonban fontos zarándokhelyként szolgált az Epheszoszi Artemisz-templom és a Halikarnasszoszi mauzóleum is.
Asia nagyvárosai a Római Birodalom keleti részének oktatási és kulturális központjai voltak. Számos fontos korai keresztény közösség megalakulása fűződik a provinciához és a püspökök jelentős része is itt végezte tanulmányait. Számos eretnekmozgalom, például a montanizmus születése is a tartományhoz köthető.  A Kr. u. 3. és 4. század folyamán Asia jelentősen veszített gazdasági jelentőségéből, mivel a balkáni tartományok fejlődése, a katonai prioritások megváltozása és Konstantinápoly megalapítása miatt a birodalom fő kereskedelmi útvonalai az Égei-tengerről  északnyugat felé, Trákiába helyeződtek át. A provinciát élelmiszer- és munkaerő-tartalékai, valamint relatív  békéje mégis létfontosságúvá tették a Kelet-római Birodalom fennmaradásához.

## Története

### Kialakítása
A provinciát kr.e 133-ban annektálta a Római Köztársaság, amikor III.Attalus, Pergamon királya trónját a birodalomra hagyta.

### Története a császárkorban
Miután a gazdaság a köztársaság korában sokáig stagnált és csökkent a gazdaság, a Caesar halálát követő polgárháború harcai, hadisarcai, kényszersorozásai és fosztogatásai is súlyosan érintették a provinciát. Több polisz is elpusztult az összecsapások során. Kr.e 40-39-ig pártus betörés döntötte romba az épen maradt területeket. Miután Augustus trónrakerült, a principátus rendszere és a béke a gazdaság gyors növekedését eredményezte, amely az Antoniusok uralkodása alatt is folytatódott, helyreállítva Asia római kor előtti gazdagságát. A békés és a birodalom tartományai közül egyik legurbanizáltabb Asia kisebb helyi erőkkel is képes volt fenntartani a rendet és pacifikálni a ritkán lakott hegyvidék törzseit. A második század közepére a városok lakossága polarizálódott, gyakorivá váltak a zavargások és éhséglázadások, ennek ellenére számos új középület épült fel és a pénzforgalom is fellendült.
A birodalom kettészakadása után továbbra is a Kelet-Római birodalom fontos területe maradt, a többi kis-ázsiai provinciával együtt az Anatóliai thema része lett.

## Katonai jelenlét
Mivel a provinciát minden oldalról biztonságos területek vették körül és a felkelések, lázadások sem voltak jellemzőek, a helyi rendfenntartó erőkön kívül csak rendkívül csekély mértékű reguláris katonai erők voltak jelen a térségben. Teljes légiót sosem állomásoztattak a tartományban, csak néhány cohorsnyi légionárius tartózkodott állandó jelleggel az apameai és az amoriumi helyőrségben.

## Városai, közigazgatása
A provincia legtöbb városa ősi, már a római uralom kezdetén is több száz éves dór, jón, aiol és akháj polisz volt, amelyek legnagyobbrészt a nyugati tengerparton helyezkedtek. Ezeket a fejlett településeket  sűrű szövésű úthálózat kötötte össze. A belső, ritkábban lakott területeken keresztülhúzódó kereskedelmi útvonalak mentén a rómaiak is alapítottak kolóniákat. A görög városok legtöbb esetben jelentős fokú autonómiával rendelkeztek (civitas libera). A provincia 9 jogszolgáltató kerületre (conventus) oszlott, amelyeknek székhelyein, a statiokon zajlott a római jog szerinti igazságszolgáltatás. A provincia saját nemzetgyűléssel rendelkezett (koinon) amelybe a városok delegálhattak képviselőket. Asiát Diocletianus uralkodása alatt (Kr. u. 284–305) hét kisebb tartományra osztották fel.